# Theodor Weyl
Theodor Weyl (* 8. Januar 1851 in Charlottenburg bei Berlin; † 6. Juni 1913 in Berlin) war ein deutscher Chemiker und Mediziner.

## Leben
Sein Vater Louis Weyl starb früh (1854) und Weyl wurde zu Hause unterrichtet und besuchte erst spät das Humanistische Gymnasium in Berlin (Abitur 1871). Seit seiner Jugend interessierte er sich für Botanik und Musik. Weyl studierte ab 1872 in Heidelberg, Berlin (bei Emil Heinrich Du Bois-Reymond) und Straßburg (bei Felix Hoppe-Seyler) Medizin und Chemie und wurde 1877 in Straßburg promoviert (Beiträge über tierische und pflanzliche Proteine). 1878 machte er dort außerdem seinen Abschluss als Mediziner. Danach arbeitete er als Assistent im Labor des Physiologischen Instituts der Universität Berlin bei Eugen Baumann und hielt 1879 Vorlesungen über Physiologische Chemie bei Isidor Rosenthal in Erlangen, wo er sich auch 1879 habilitierte. 1880/81 war er an der Zoologischen Station Dohrn in Neapel, wo er über Zitterrochen arbeitete. 1883 ging er an das Hygieneinstitut der TH Berlin in Charlottenburg, wo er ein eigenes Labor leitete. Er befasste sich intensiv mit Öffentlicher Gesundheit (Hygiene) und ging 1888 in das Institut von Robert Koch. Er wurde ein international anerkannter Experte für Hygiene, der in diesen Fragen auch den türkischen Sultan in Istanbul beriet und 1891 nach London, 1896 nach Moskau und Istanbul und 1895 nach Ungarn reiste. Ab 1895 hielt er Vorlesungen an der TH Charlottenburg und eröffnete eine eigene Praxis als Mediziner. 1911 erhielt er den Professorentitel.
Er ist vor allem bekannt für das später von Josef Houben (und vielen anderen) bearbeitete Methoden der Organischen Chemie (Houben-Weyl). Es war das erste Handbuch, das die Organische Chemie auf ihre Anwendung hin zusammenfasste. Houben war Ko-Autor des zweiten Bandes der ersten Auflage und gab ab 1921 die zweite Auflage heraus und danach die dritte Auflage (deren letzter Band erst nach seinem Tod herauskam).
Weyl gab auch ein mehrbändiges Handbuch der Hygiene heraus.
Der nach ihm benannter Weyl-Test ist eine Farbreaktion auf Kreatinin. Er fand den Test in seiner Zeit bei Baumann in Berlin.
Er veröffentlichte später über Tuberkulose, Müllbeseitigung, Wasserverschmutzung, Abwasser-Klärung und Schädlichkeit von Teerfarben (er unternahm in Berlin Kampagnen gegen schädliche Teerfarben, mit denen Nahrungsmittel gefärbt wurden). In Berlin war er langjähriger Sekretär der Gesellschaft für Öffentliche Gesundheit. Er wollte wie in London den anfallenden Müll durch Verbrennung beseitigen und entwickelte entsprechende Öfen und er entwarf mit Siemens und Halske einen Ozon-Apparat zur Wasserhygiene.
Er war mit seiner Cousine mütterlicherseits Elise Weinberg verheiratet. Sie hatten zwei Söhne: Bruno, geb. 10. Juli 1881 in Erlangen und Erich, geb. 20. Dezember 1886 in Berlin. Weyl war jüdisch und es ist vermutet worden, dass dies ein Grund war, dass er akademisch keine Karriere machte, obwohl er mehrfach als Kandidat auf Lehrstühle für Hygiene in Betracht gezogen wurde. Unter nationalsozialistischer Herrschaft bemühte man sich, seinen Anteil am Houben-Weyl zu verschweigen, zum Beispiel im Nachruf auf Houben in der Zeitschrift Angewandte Chemie 1941.

## Schriften
- Organische Chemie für Mediziner. Berlin 1891.
- Die Theerfarben mit besonderer Rücksicht auf Schädlichkeit und Gesetzgebung. 1889.
- Einfluss hygienischer Werke auf die Gesundheit der Städte. Jena 1893.
- Zur Geschichte der sozialen Hygiene. In: Handbuch der Hygiene. Supplement 4, Jena 1904.
- Studien zur Strassenhygiene : mit besonderer Berücksichtigung der Müllverbrennung: Reisebericht. Fischer, Jena 1893.
- Handbuch der Arbeiterkrankheiten. Gustav Fischer, Jena 1908, urn:nbn:de:bsz:14-db-id18541498817.
- als Herausgeber: Die Assanierung der Städte in Einzeldarstellungen. Engelmann,  Leipzig 1900 bis 1908. Einige Bände (Köln, Düsseldorf, Kopenhagen) online .
- als Herausgeber und Mitautor: Handbuch der Hygiene. 10 Bände, Fischer, Jena 1896–1901.
- mit Josef Houben: Die Methoden der organischen Chemie: ein Handbuch für die Arbeiten im Laboratorium. Thieme, Leipzig, zuerst ab 1909 von Weyl als alleiniger Herausgeber
  - 3. Auflage, Leipzig: Thieme, 4 Bände, 1925–1941, Herausgeber Houben, J. Angerstein, K. Arndt u. a.
  - 4. Auflage, Leipzig: Thieme, 15, Bände, 1952–2003, Herausgeber Eugen Müller unter besonderer Mitwirkung von O. Bayer, H. Meerwein, K. Ziegler. Am Ende mit 162 Bänden.
  - Ab 2000 wird es elektronisch fortgesetzt unter dem Titel Science of Synthesis